# Complexo Viário Prefeito Olavo Egydio Setúbal
O Complexo Viário Prefeito Olavo Egydio Setubal (antiga Ponte Atílio Fontana) é um conjunto de pontes e viadutos que cruza o rio Tietê, na cidade de São Paulo, Brasil. Faz a ligação entre a Rodovia Anhanguera, a Marginal Tietê e a Rua Monte Pascal, no bairro da Lapa.

## Histórico
Inaugurada em 1955 com o nome de Ponte Anhanguera, a travessia sob o Rio Tietê fazia a ligação original entre a Rodovia Anhanguera, em São Domingos e a Rua Monte Pascal, no bairro da Lapa em duplo sentido de circulação. Com a formação da Marginal Tietê, na década de 70, a ponte ganhou novas alças e passou a se chamar Ponte Atílio Fontana.

## Remodelação
Em 2010, com o esgotamento da capacidade de tráfego da antiga Ponte Atílio Fontana, foi concluído o remodelamento e extensão do trevo de ligação da Rodovia Anhanguera, sob a responsabilidade da empresa concessionária CCR AutoBAn, em pareceria com o Governo do Estado. Nesta intervenção, foram implementadas mais três alças na ligação entre a Rodovia Anhanguera e a Marginal Tietê, além da duplicação da ponte, em duas construções distintas, promovendo assim um desafogamento no trânsito da região. O Complexo Viário foi rebatizado e passou a levar o nome do Prefeito Olavo Egydio Setúbal.